# 小马宝莉：那部电影
《小马宝莉：那部电影》（英語：My Little Pony: The Movie）是小馬寶莉系列第一代的電影，上映於1986年。

## 劇情
在小馬們的家，夢想城堡，小馬們與龍族Spike過著快樂的生活，但同時，在遙遠的Gloom火山中，邪惡的女巫Hydia正準備破壞小馬的居住地。

## 外部連結
- 互联网电影数据库（IMDb）上《My Little Pony: The Movie》的资料（英文）
- Box Office Mojo上《My Little Pony: The Movie》的資料（英文）
- 爛番茄上《My Little Pony: The Movie》的資料（英文）